# Печатная машина

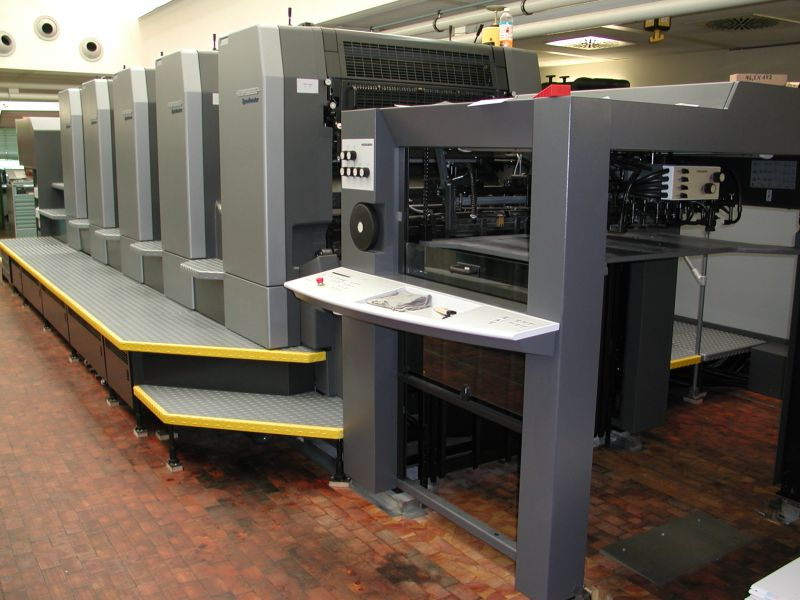
Офсетная печатная машина Heidelberg Speedmaster CD 102-5

Печатная машина — полиграфическое оборудование, предназначенное для нанесения изображений на различные материалы. Используется для производства разнообразной печатной продукции, в том числе знаков почтовой оплаты (почтовых марок и т. п.).

## Виды печатных машин
Печатные машины делятся по способу нанесения печати. Среди них выделяют офсетные, флексографские, трафаретные печатные машины, машины высокой и глубокой печати. По способу подачи запечатываемого материала печатные машины делятся на листовые и рулонные.

## История
Исторически печатные машины возникли в виде следующих печатных устройств:

### Ручной типографский станок
Создание первого ручного печатного станка в Европе Иоганном Гутенбергом относят к середине XV века. Зеркально отображенные литеры собирались в клише и отпечатывались на бумаге, по технологии, прототипом которой считаются винный пресс и пресс бумагоделательного производства.
Считается, что печатный станок и сменные литеры стали одним из ключевых факторов, ускоривших наступление Ренессанса.

### Ротационная печатная машина
Ротационная печатная машина — печатная машина, имеющая цилиндрическую формную и печатную поверхности. Такие машины — основной вид оборудования для печатания средне- и крупнотиражной продукции. Ротационная печатная машина может быть листовой и рулонной. Скорость печатания листовых машин достигает 10—15 тыс. циклов в час, а рулонных — до 30 тыс. оборотов в час.
Рулонные и листовые печатные машины подразделяются на следующие основные виды:
- по способу печати (машины высокой, плоской и глубокой печати);
- по числу красок, наносимых за один прогон (одно-, двух- и четырёхкрасочные машины);
- по числу запечатываемых сторон листа (машины одно- и двусторонней печати).

Рулонные машины могут быть постоянного и переменного форматов. Рулонные ротационные печатные машины постоянного формата характеризуются тем, что длина листов, отрезаемых от отпечатанной ленты, неизменна и равна части или всей длине окружности формного цилиндра. В рулонных ротационных печатных машинах переменного формата, применяемых для печатания специальной продукции (например, формуляров, билетов, банковских документов и т. п.), длину печатных листов можно изменять.

### Тигельная печатная машина
Тигельная печатная машина — печатная машина, в которой печатный аппарат образуют 2 плиты. На одной плите (талере) закрепляется форма, а др. плита (тигель) служит для прижимания к форме листа бумаги. Тигельные печатные машины составляют сравнительно небольшую группу малоформатных листовых однокрасочных машин высокой печати и предназначены для выпуска малотиражной продукции.
Тигельные машины имеют достаточно низкую производительность и сейчас в основном используются для высечки и тиснения. Производительность простой тигельной печатной машины 20 — 25 циклов в минуту, тигельных автоматов — 50 — 80 циклов в минуту. Ввиду этого они в основном используются для высечки с помощью штанцформ и тиснения, а не для печати.

### Плоскопечатная машина
Вид печатного аппарата машины с плоским талером (на котором закреплена печатная форма высокой печати) и цилиндром с декелем. В настоящее время практически не применяются по назначению, а переделаны в машины для тиснения фольгой и конгрева.  Из отечественных: Пионер,ПС-1, ПС-1М, Виктория, ПД-5, 2ПД-5, ПС-А3, 2ПС-А3. Из иностранных: Original Heidelberg Cylinder.